# Tteok

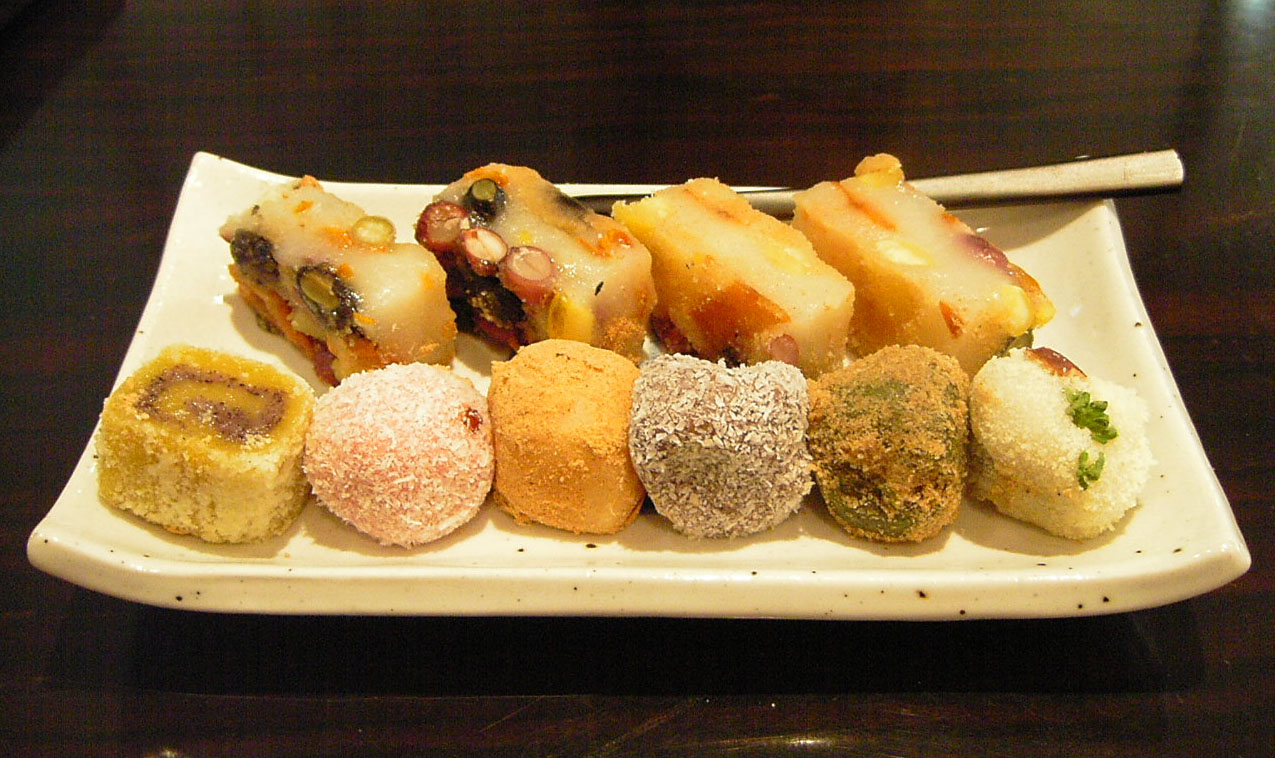

Tteok (kor. 떡) – rodzaj koreańskiego ciasta ryżowego, przygotowanego z gotowanej na parze mąki, głównie z ryżu lub ryżu kleistego. Ciasto tteok może być parzone, gotowane, smażone na patelni lub w głębokim tłuszczu i często zawiera słodkie nadzienie.
Tteok podaje się nie tylko jako deser i sezonowy przysmak, ale także jako posiłek. Ciasto może różnić się od wyszukanych wersji o różnych kolorach, zapachach i kształtach po zwykły tteok ryżowy używany w koreańskiej kuchni domowej. Niektóre z popularniejszych składników używanych do nadziewania ciasta to fasola azuki, soja, fasola złota, bylice, dynia piżmowa, kasztan japoński, orzeszki piniowe, jujuba, suszone owoce, nasiona i olej z sezamu oraz miód.

## Naczynia do przygotowywaniatteok

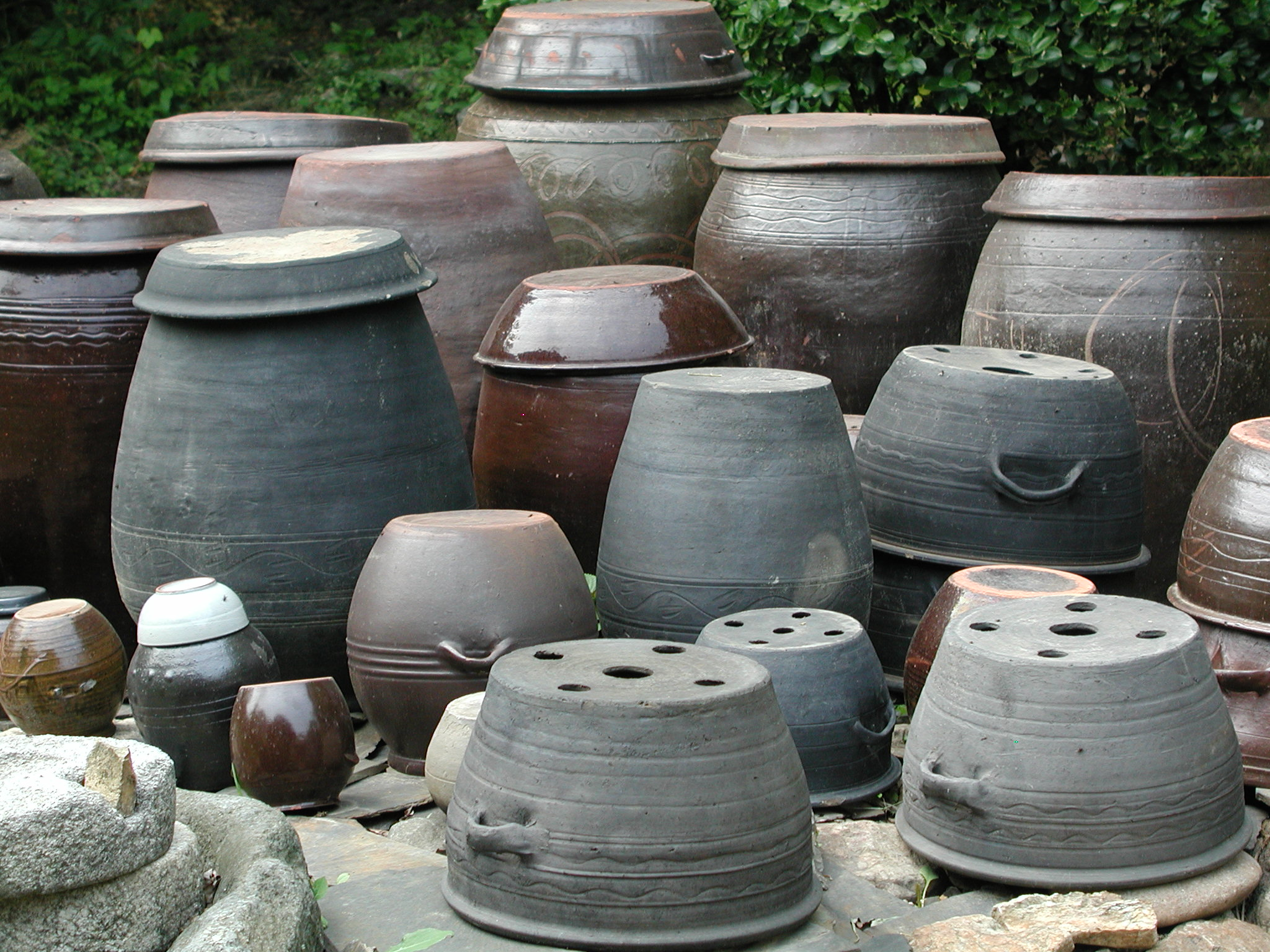
Siru (z przodu zdjęcia) oraz inne onggi (ogólny termin dla ceramiki)

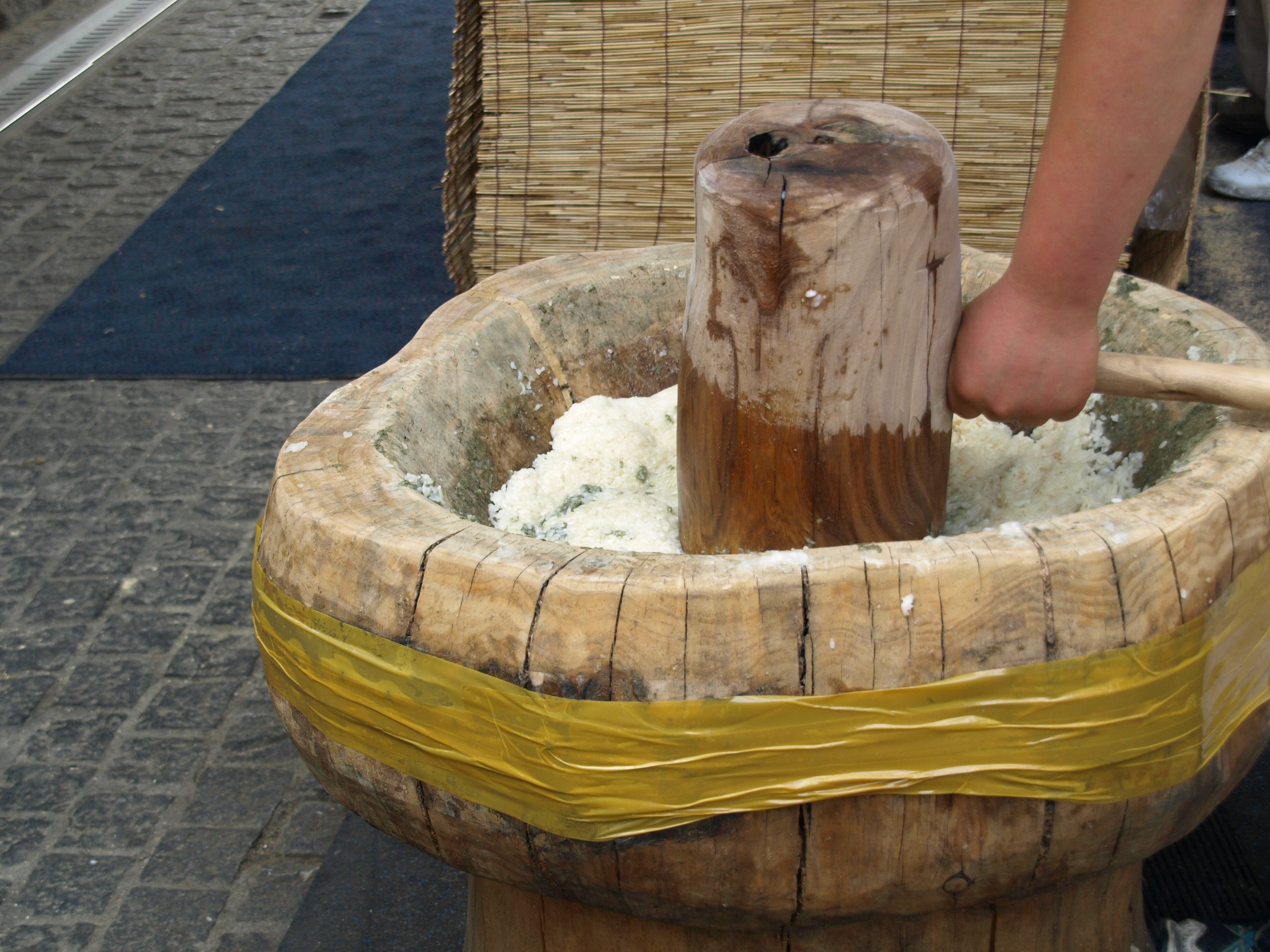
Ugniatanie tteok

Poniżej zostały wymienione naczynia do przygotowania ciasta tteok w tradycyjny sposób koreański:
- Ki (키)
- Inambak (이남박)
- Bagaji (바가지)
- Ongbaegi (옹배기) i jabaegi (자배기)
- Che (체) i chetdari (쳇다리)
- Maetdol (맷돌)
- Jeolgu (절구) i jeolgutgongi (절굿공이) – moździerz z tłuczkiem
- Anban (안반) and tteokme (떡메)
- Siru (시루) and sirumit (시루밑)
- Sot (솥) and geonggeure (겅그레)
- Beoncheol (번철)
- Chaeban (채반)
- Tteoksal (떡살)

## Rodzaje
Tteok jest w głównie dzielony na cztery kategorie, takie jak „tteok gotowany na parze” (kor. 찌는 떡 Jjineun tteok), „tteok ugniatany” (kor. 치는 떡 Chineun tteok), „tteok gotowany” (kor. 삶는 떡 Salmneun tteok) i „tteok smażony na patelni” (kor. 지지 는 떡 Jijineun tteok).

### Tteokgotowany na parze
Głównymi składnikami tteok gotowanego na parze są ryż (맵쌀 maepssal) lub ryż kleisty (찹쌀 chapssal), które czasami są mieszane ze sobą bądź z innymi zbożami, fasolą azuki, fasolą złotą, nasionami sezamu, mąką pszenną lub skrobią. Świeże lub suszone owoce i orzechy (np. persymony, brzoskwinie, morele, kasztany, orzechy i orzeszki piniowe) są używane jako składniki pomocnicze. Najczęstszymi aromatami są liście danggwi, seogi, rzodkiew, bylica, papryka i cheongju; miód i cukier są używane jako substancje słodzące.
W celu przygotowania ciasta gotowanego na parze ryż namacza się w wodzie, a następnie zostaje zmiażdżony, a otrzymaną w ten sposób mąkę gotuje się w ceramicznym parniku (siru), stąd ciasto często nazywane jest sirutteok (kor. 시루떡).
Rodzaje sirutteok:
- Baekseolgi (kor. 백설기)
- Kongtteok (kor. 콩떡)
- Jeungpyeon (kor. 증편)
- Mujigae tteok (kor. 무지개떡)
- Duteop tteok (kor. 두텁떡)
- Ssuktteok (kor. 쑥떡)
- Gaksaekpyeon (kor. 각색편)

### Tteokugniatany
Według tradycyjnego przygotowania ryż zostaje sproszkowany i ugotowany na parze, a następnie ugniatany za pomocą tłuczka w moździerzu lub przy pomocy tteokme i anban.
- Injeolmi (kor. 인절미)
- Garaetteok (kor. 가래떡)
- Jeolpyeon (kor. 절편?): sulla superficie viene impresso un disegno con un timbro.
- Danja (kor. 단자)
- Omegi tteok (kor. 오메기떡)

### Tteokgotowany
- Ggul tteok (kor. 꿀떡)
- Songpyeon (kor. 송편)
- Gochitteok (kor. 고치떡)
- Ssamtteok (kor. 쌈떡)
- Dalgal tteok (kor. 닭알떡)
- Gyeongdan (kor. 경단)
- Bupyeon (kor. 부편)

### Tteoksmażony na patelni
- Hwajeon (kor. 화전)
- Bukkumi (kor. 부꾸미)
- Juak (kor. 주악)

## Dania wykonane ztteok
- Tteokguk
- Tteokbokki